# Статуя Октавиана Августа (Эрмитаж)
Статуя первого римского императора Октавиана Августа в образе верховного бога Юпитера была создана в первой половине I века н. э. неизвестным скульптором. Сам правитель не приветствовал идеи своего обожествления. Однако после его смерти в 14 году н. э. его преемники развили имперский культ, который предполагал почитание императора как бога. Именно тогда и появились изображения Октавиана Августа в образе повелителя неба.

## История

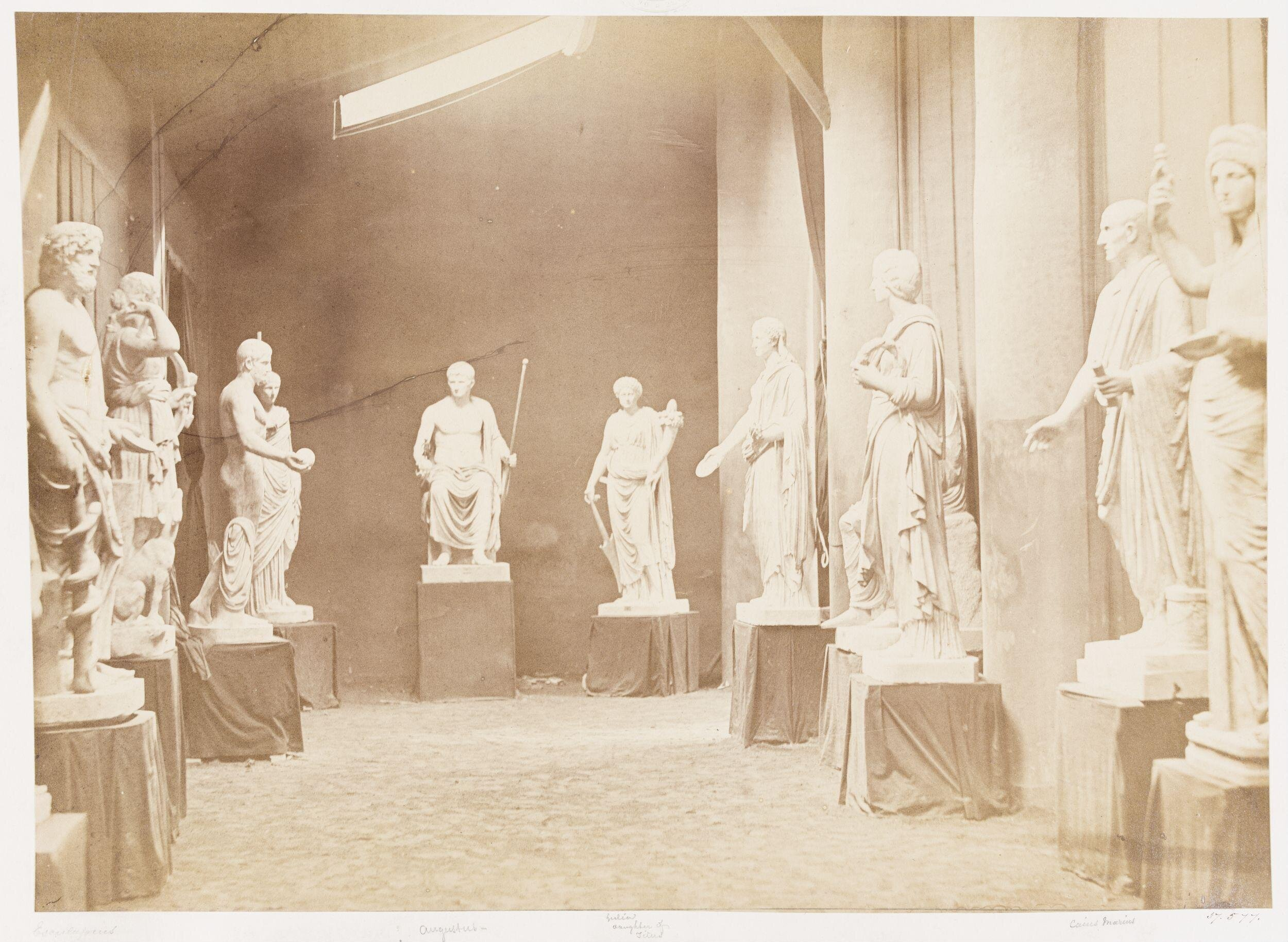
В музее Кампана

Обломки статуи были найдены в XIX веке в городе Кумы в Южной Италии. Реставраторы восстановили её, опираясь на изображения сидящего императора-Юпитера, которые встречаются на античных монетах и геммах. Затем статуя оказалась в коллекции маркиза Кампана, где считалась одним из важнейших экспонатов. После его разорения она была выкуплена императором Александром II и доставлена в 1861 году в Эрмитаж.

## Описание
Статуя выполнена из белоснежного итальянского мрамора с темноватой патиной. Руки Октавиана Августа воссозданы реставраторами, вместе с бронзовыми статуэткой Виктории-Ники и посохом-скипетром.
Прототипом данной скульптуры является созданная в 430-х годах до н. э. Фидием легендарная статуя Зевса в Олимпии, почитавшаяся как одно из Семи чудес света. Октавиан Август представлен сидящим на предполагаемом троне, в вытянутой правой руке он держит сферу-державу с богиней победы Викторией-Никой, в опущенной левой — посох-скипетр. Черты лица императора портретны, но сильно идеализированы. Его фигура обнажена, мантия покрывает лишь его левое плечо и ноги, что подчёркивает божественность образа Августа, поскольку портреты людей изображались римлянами в одежде. Скульптура имеет монументальный и строгий вид, она олицетворяет божественное величие. Поза императора проста, спокойна, но собрана, его обнажённая фигура передана несколько схематично, складки мантии лишены вычурности. В ней нет эффектности и раскованности, которая будет характерна для более позднего периода в римском искусстве. Статуя является типичным произведением «августовского классицизма», соединившим римский реализм с греческой классикой.
|  |  |  |                               |                               |
|  |  |  | Фотография коллекции Кампана. | Фотография коллекции Кампана. |